# Circuit intégré 7417

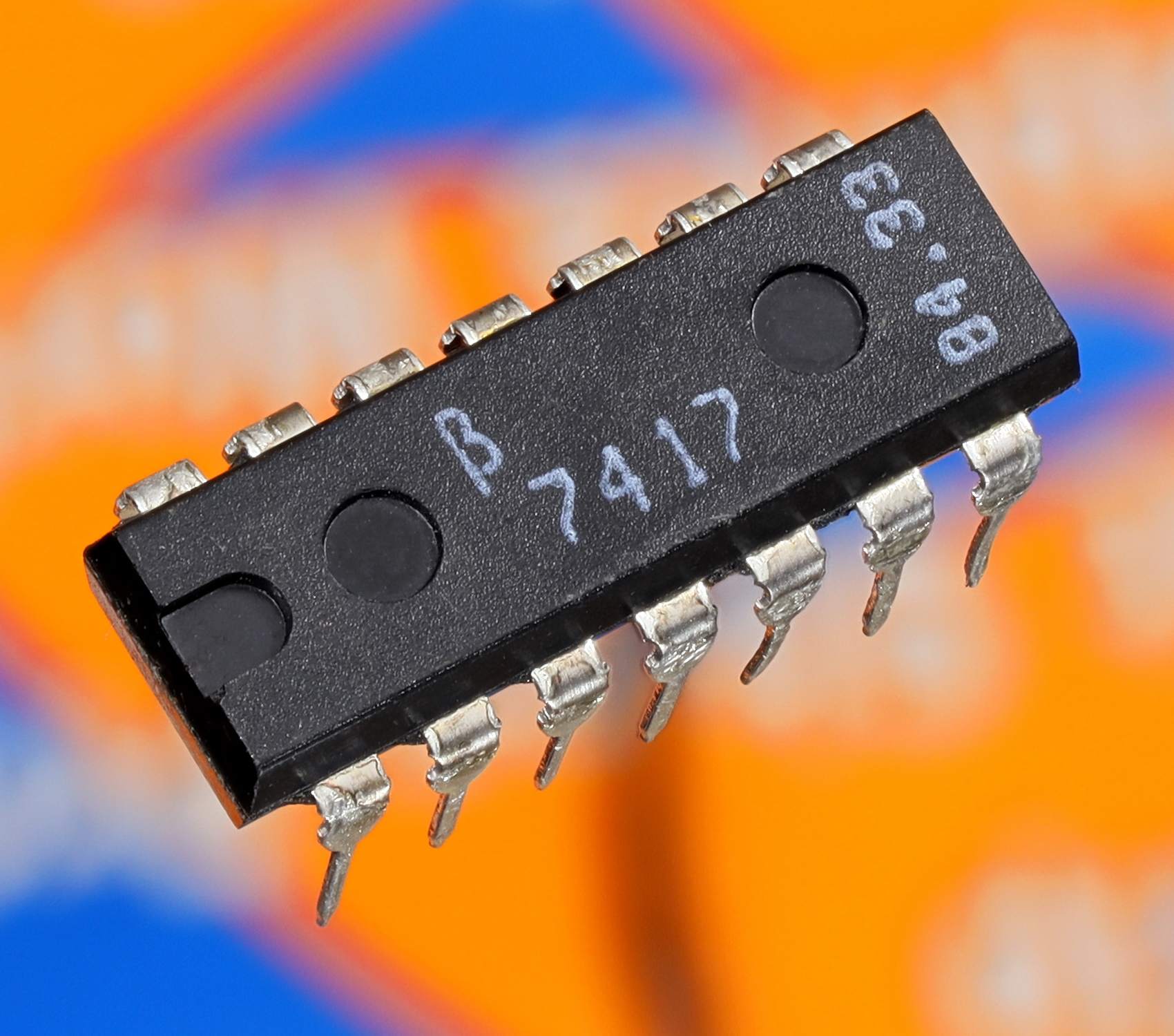
Circuit intégré 7417

Le circuit intégré 7417 fait partie de la série des circuits intégrés 7400 utilisant la technologie TTL.

Ce circuit est composé de six buffers indépendants possédant chacun une sortie à collecteur ouvert d'une protection de 15 volts.

Chaque porte possède un buffer.